# Wouter Jolie
Wouter Jolie (Naarden, 7 juli 1985) is een Nederlands hockeyer die 157 interlands heeft gespeeld voor de nationale mannenploeg. In 2012 won Jolie met het Nederlands hockeyteam zilver op de Olympische Spelen in Londen (2012).  
Jolie speelde tussen 2005 en 2022 bij HC Bloemendaal in de verdediging. Met Bloemendaal heren 1 won Jolie zeven keer de landstitel (2006,2007,2008,2009, 2010, 2021 en 2022), viermaal de EHL (2009, 2013, 2021 en 2022) en één keer de Europacup 2. Sinds 2012 is Jolie aanvoerder van Bloemendaal Heren 1.
In 2006 werd Jolie verkozen tot beste speler op het EK Jong Oranje. 
In 2011 werd Jolie verkozen in het FIH All Star Team.
In 2013, 2015, 2016 en 2017 heeft Jolie deelgenomen aan de Hockey India League waarin hij speelde voor de Uttar Pradesh Wizards uit Lucknow.
Inmiddels is Wouter Jolie werkzaam als Partner bij Rembrandt M&A.

## Erelijst Nederlands elftal
- Champions Trophy mannen 2007
- Champions Trophy mannen 2008
- Champions Trophy mannen 2009
- Champions Trophy mannen 2010
- Champions Trophy mannen 2011
- Champions Trophy mannen 2012
- Europees kampioenschap hockey mannen 2007
- Europees kampioenschap hockey mannen 2009
- Europees kampioenschap hockey mannen 2011
- Olympische Zomerspelen 2012
- Europees kampioenschap hockey mannen 2013
- Wereldkampioenschap hockey mannen 2010
- Wereldkampioenschap hockey mannen 2014
- Hockey World League 2014

## Erelijst Bloemendaal
- Landskampioen 2006
- Landskampioen 2007
- Landskampioen 2008
- Landskampioen 2009
- Landskampioen 2010
- Landskampioen 2021
- Landskampioen 2022
- Finalist Landskampioenschappen 2011
- Finalist Landskampioenschappen 2014
- Europees Kampioen 2009 - Winnaar EHL
- Europees Kampioen 2013 - Winnaar EHL
- Europees Kampioen 2021 - Winnaar EHL
- Europees Kampioen 2022 - Winnaar EHL
- Euro Hockey League 2015
- Europacup 1 2007

## Referentie
- Koninklijke Nederlandse Hockeybond[dode link]

Sander Baart · 
Billy Bakker · 
Marcel Balkestein · 
Floris Evers · 
Rogier Hofman · 
Robert van der Horst · 
Tim Jenniskens · 
Wouter Jolie · 
Robbert Kemperman · 
Teun de Nooijer · 
Jaap Stockmann · 
Valentin Verga · 
Klaas Vermeulen · 
Bob de Voogd · 
Mink van der Weerden · 
Roderick Weusthof · 
Sander de Wijn ·
Coach: Paul van Ass